# Битва при Ранти
Битва при Ранти 13 августа 1554 — сражение между имперскими и французскими войсками в ходе Десятой Итальянской войны (1552—1556).

## Кампания 1554 года на Северном театре
После малоудачной для французов кампании 1553 года, весной 1554-го Генрих II собрал армию в 40 тыс. пехоты и 12 тыс. кавалерии, поручив командование основными силами коннетаблю Монморанси. Французские войска произвели варварское опустошение территорий Эно и Артуа, разрушив, в ответ на аналогичные действия фламандцев и бургундцев в предыдущих кампаниях, 1200 поселений в этих графствах, после чего начали отступление в Пикардию, преследуемые армией Эммануэля Филиберта Савойского, к которому во второй половине июля присоединился император.
В начале августа французы прошли Артуа, уничтожая мелкие населённые пункты и обходя крупные крепости, а император 7-го числа занял позицию у Лиллера. Король и коннетабль решили атаковать крепость Ранти, находившуюся недалеко от расположения имперцев. 10 августа авангард под командованием герцога Вандомского подошёл к городу и немедленно начал прокладывать траншеи, а 12-го установил батарею.

## Осада Ранти
Ранти расположен на берегу реки Аа, недалеко от Фокемберга, и в соседстве с Теруаном, полностью уничтоженным годом ранее по приказу императора. Город был плотно обложен, и осаждающие решили штурмовать его с двух сторон разом. Коннетабль выбрал северо-восточную стену, обращённую в сторону противника, и 12-го занял там позицию. В то же время император достиг Мерка, на берегу Аа, к северу от Ранти, и единственным препятствием, мешавшим ему подать помощь городу, были войска Монморанси.
Французы упирались в лесной массив, расположенный рядом с Фокембергом, и называвшийся лесом Гийом (Bois Guillaume). Опасаясь, что противник может обойти их с этой стороны, герцоги де Гиз и де Невер заняли там позицию во главе 300 аркебузиров. Вечером 12-го они заметили приближение испанских частей.

## Сражение
13-го начался обстрел Ранти, а в полдень позиция Гиза была атакована 12-тысячным имперским авангардом. Не ослабляя войска в траншеях, король и его генералиссимус построили части в боевой порядок у подножия холма, господствовавшего над городом. Пехота (королевская, французская, немецкая и швейцарская) была выстроена в три больших каре, фланкированных жандармами, а лёгкая кавалерия герцога Омальского выдвинута вперёд со стороны позиции Гиза. Последний вскоре был вынужден очистить лес Гийом, так как опасался, что противник зайдёт ему во фланг.
Монморанси бросил ему на выручку жандармов и лёгкую кавалерию, а затем последовательно поддерживал атаку, направляя в бой пехоту адмирала Колиньи, швейцарцев, ландскнехтов, шотландцев, и к концу сражения введя в бой почти все свои силы.
Испанцы не выдержали их натиска и начали отступать. Адмирал восстановил положение на поле боя, лес Гийом, являвшийся ключом к позиции, был отбит, и коннетабль установил там артиллерию. Преследование велось под грохот канонады, но вечером Монморанси его прекратил. Император вернулся в свою крепость, потеряв пятьсот человек убитыми, пятьсот-шестьсот пленными, 5 орудий и два десятка знамён и штандартов.
Коннетабль передал трофеи королю, который провёл день в компании кардинала де Гиза; находившийся в королевском лагере кардинал Лотарингский во время сражения упаковывал свой багаж, готовясь спасаться бегством в случае неудачи. Среди пленных король впервые встретил немецких рейтар, новую разновидность кавалерии — конных пистолетчиков (pistoliers à cheval), а среди брошенного оружия французы обнаружили мушкеты на вращающейся подставке, позволявшей стрелять в любую сторону, не переставляя сошку. Генрих распорядился ввести в своей армии эти новшества.

## Отступление противников
В сражении при Ранти «успех был скорее блестящ, чем значителен», и, по существу, победа не дала французам никакого преимущества. Гиз и его сторонники обвиняли Монморанси в том, что он прекратил преследование, чтобы не дать герцогу закрепить успех. Они заявляли, что только вмешательство генералиссимуса не дало им взять императора живьём. Учитывая вялые и малоудачные действия коннетабля в двух предыдущих кампаниях, недовольные стали шептаться об измене и сговоре с противником. Вражда аристократических военных группировок ещё усилилась, когда в вечер после сражения Гиз и Колиньи сцепились друг с другом из-за добычи. Ссора окончательно сделала их врагами.
Видя, что Ранти и не думает сдаваться, король бросил ненужную осаду, 15 августа сжёг лагерь и через Монкарвель и Монтрёй прибыл в Компьен. В арьергарде шёл маршал Сент-Андре, а генералиссимус прикрывал правый фланг своей кавалерией. Узнав о возвращении императора в Брюссель, Генрих 27 августа распустил швейцарцев, оставив герцога Вандомского наблюдать район военных действий, где люди Карла V в сентябре начали восстановление разрушенного в прошлую кампанию Эдена.

## Итоги
Несмотря на успех в сражении, итоги фландрской кампании 1554 года были столь же ничтожны, как и достижения предыдущей, камбрейской, 1553-го, так как ни одной важной позиции захватить не удалось, и все свелось к масштабному погрому на территории противника.
По сообщению венецианского посла Капелло, виновником неудачи все считали коннетабля Монморанси, уставшего от войны и стремившегося к миру; говорили, что генералиссимус боится преследовать побеждённого противника, а при дворе ходили стишки, в которых его называли мерзавцем и низкой душонкой {chiamato vile e di poco animo).
По мнению Брантома, «господин де Гиз был главным автором победы, настолько же благодаря своему прекрасному руководству и рассудительности, насколько и своей храбрости».

## Комментарии
1. ↑  По другой периодизации — Восьмой Итальянской войны (1551—1559)